# 闘鳥
闘鳥（とうちょう）は、鳥籠の中に入れられた小鳥と小鳥が戦う競技。
主に東南アジアをはじめとしたアジア地域で広く行われており、特にモズやシジュウカラ、ホオジロなどが多く用いられた。
中国では、かごに入った画眉鳥を隣接させ戦わせる大会が漳州市で行われた。ほか、ウズラを戦わせる斗鹌鹑、闘鶉のために、隋・唐・宋王朝で飼育がおこなわれた。
古代ローマ人は、ヨーロッパウズラを戦わせた。
アメリカでは、カナリアやフィンチが多く用いられるが、これらの鳥を戦わせるのは動物虐待と違法賭博の罪となる。
アフガニスタンでは、繁殖期になると好戦的になるイワシャコ（タジク語ではКабк（カウク））の野鳥を使い、カウク・ボジーと呼ばれる闘鳥が盛んに行われている。パキスタンなどでは、ウズラを用いる。